# Qianhai
Qianhai est une ville nouvelle, un terre-plein et une zone franche en construction situé à Shenzhen en Chine. La ville propose une série de mesures inspirées du modèle de Hong Kong, notamment en matière fiscale et juridique. Xi Jinping y attache une importance particulière et a visite le lieu à plusieurs reprises, en particulier en octobre 2020 pour le 40ème anniversaire de la Zone Économique Spéciale de Shenzhen.